# Fußball-Stadtauswahl München
Die Fußball-Stadtauswahl München war die Zusammenfassung mehrerer Fußballspieler unterschiedlicher Fußballklubs der Stadt München zur Austragung von Städtespielen, die oftmals Freundschaftsspielcharakter hatten.

## Geschichte
Die Stadtauswahlspiele fanden insbesondere vor dem Zweiten Weltkrieg statt. Häufige Gegner waren z. B. die Fußball-Stadtauswahl Berlin oder Wien. In der Regel gab es pro Jahr ein Hin- und Rückspiel jeweils als Heim- und Auswärtsspiel. Die Münchner Stadtauswahl konnte beachtete Erfolge vorweisen, beispielsweise gewann sie am 19. Juni 1927 erstmals mit 4:1, im Dezember 1929 mit 6:1 und am 6. Januar 1931 zuhause vor 25.000 Zuschauern mit 7:1 (Torschützen: dreimal Köppl, je zweimal Haringer und Schmid).
Insgesamt blieb die Bilanz der 23 Spiele gegen die Berliner mit neun Erfolgen, fünf Unentschieden und neun Niederlagen ausgeglichen.
Am 18. Juni 1939 erzielte die Auswahl in München gegen Salzburg ein 4:0.
Zum Teil gab es auch nach 1945 noch Auswahlspiele.

## Spieler (Auswahl)
- Alfons Beckenbauer[6]
- Sigmund Haringer
- Wiggerl Hofmann
- Alois Pledl
- Wilhelm Simetsreiter
- Ludwig Stiglbauer
- Hennes Weisweiler
- Josef Wendl